# Eva Fjellerup
Eva Fjellerup-Beck, née le 30 avril 1962 est une escrimeuse et pentahlonienne danoise.

## Palmarès
| Discipline/Année                         | 1989 | 1990 | 1991 | 1992 | 1993 | 1994 | 1995 | 1996 |
| ---------------------------------------- | ---- | ---- | ---- | ---- | ---- | ---- | ---- | ---- |
| Jeux olympiques Individuel               | -    | -    | -    | -    | -    | -    | -    | -    |
| Jeux olympiques Escrime                  | -    | -    | -    | -    | -    | -    | -    | 32   |
| Championnats du monde seniors Individuel | -    | 1    | 1    | -    | 1    | 1    | 3    | -    |
| Championnats du monde seniors Équipe     | -    | -    | -    | -    | -    | -    | -    | -    |
| Championnats du monde seniors Relais     | -    | -    | -    | -    | -    | 3    | 3    | -    |
| Championnats d'Europe seniors Individuel | -    | -    | -    | -    | -    | -    | -    | -    |
| Championnats d'Europe seniors Équipe     | -    | -    | -    | -    | -    | -    | -    | -    |
| Championnats d'Europe seniors Relais     | -    | -    | -    | -    | -    | -    | -    | -    |
| Championnats de Danemark Individuel      | 1    | 1    | -    | 1    | -    | 1    | 1    | -    |

Ce palmarès n'est pas complet